# لاري فاغنر
لاري فاغنر (بالإنجليزية: Larry Wagner)‏ هو فنان أمريكي، ولد في 15 سبتمبر 1907 في آشلاند في الولايات المتحدة، وتوفي في 3 أبريل 2002 في روسلين هايهتس في الولايات المتحدة.

## وصلات خارجية
- لاري فاغنر على موقع ميوزك برينز (الإنجليزية)
- لاري فاغنر على موقع أول ميوزيك (الإنجليزية)
- لاري فاغنر على موقع ديسكوغز (الإنجليزية)